# Isla Uruguay
La isla Uruguay es una pequeña isla, de 1 kilómetro de largo, situada a 0,8 kilómetros al sudoeste de la isla Irízar, en la parte noreste de las islas Argentina, frente a la costa oeste de la península Antártica.

## Historia y toponimia
Fue descubierta en 1904 por la Tercera Expedición Antártica Francesa, al mando de Jean-Baptiste Charcot, y nombrada por él en honor a la corbeta ARA Uruguay de la Armada Argentina. Fue cartografiada por la Expedición Británica a la Tierra de Graham (BGLE), liderada por John Rymill, en febrero de 1935. Fue fotografiada desde el aire por la Falkland Islands and Dependencies Aerial Survey Expedition (FIDASE), en 1956-1957, y vuelto a cartografiar en 1958 por el Falkland Islands Dependencies Survey.

## Área importante para las aves

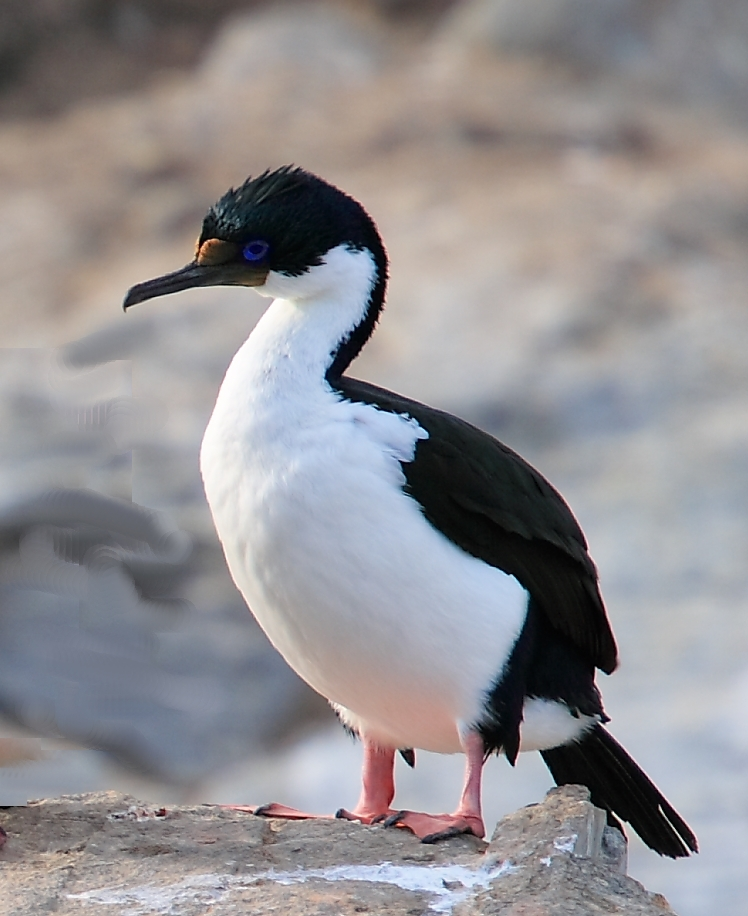
Cormorán imperial.

BirdLife International considera a la isla como área importante para la conservación de las aves, porque posee una colonia de reproducción de aproximadamente 200 pares de cormoranes imperiales (Leucocarbo atriceps).

## Reclamaciones territoriales
Argentina incluye la isla en el departamento Antártida Argentina dentro de la provincia de Tierra del Fuego, Antártida e Islas del Atlántico Sur; para Chile forman parte de la comuna Antártica de la provincia Antártica Chilena dentro de la Región de Magallanes y de la Antártica Chilena; y para el Reino Unido integran el Territorio Antártico Británico. Las tres reclamaciones están sujetas a las disposiciones del Tratado Antártico.
Nomenclatura de los países reclamantes: 
- Argentina: isla Uruguay[6][7]
- Chile: isla Uruguay[8]
- Reino Unido: Uruguay Island[3]